# Stipa macalpinei
Stipa macalpinei là một loài thực vật có hoa trong họ Hòa thảo. Loài này được Reader miêu tả khoa học đầu tiên năm 1899.